# Lepidodactylus pusillus
Lepidodactylus pusillus är en ödleart som beskrevs av  Cope 1869. Lepidodactylus pusillus ingår i släktet Lepidodactylus och familjen geckoödlor. Inga underarter finns listade i Catalogue of Life.